# Stenelmis markeli
Stenelmis markeli är en skalbaggsart som beskrevs av Victor Ivanovitsch Motschulsky. Stenelmis markeli ingår i släktet Stenelmis och familjen bäckbaggar. Inga underarter finns listade i Catalogue of Life.